# 녹 문화
녹 문화(Nok culture)는 서아프리카 지역에 존재한 철기 시대 문화다. 나이지리아 카두나주의 함족 마을 녹에서 이름이 유래했다. 1928년 출토된 테라코타 조각상들이 유명한 유물이다. 기원전 1000년경 출현하여 기원후 500년경 알 수 없는 이유로 붕괴했다.
녹 문화는 기원전 550년 이전에 이미 제련과 단금 기술을 보유하고 있었다. 제련 기술은 기원전 1000년 이전부터 다른 지역과 무관하게 독립적으로 발견된 것으로 여겨진다. 녹 유적지에 대한 과학적 연구는 2005년부터 체계적으로 시작되었다.